# Frances Kirwan

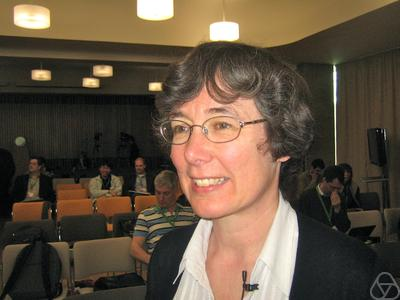
Frances Kirwan (2009)

Dame Frances Clare Kirwan DBE (* 21. August 1959) ist eine britische Mathematikerin, die sich mit algebraischer Geometrie beschäftigt.

## Leben
Kirwan studierte an der Cambridge University und promovierte 1984 an der Universität Oxford bei Michael Atiyah. 1983 bis 1985 war sie als Junior Fellow an der Harvard University (wo sie den algebraischen Geometer David Mumford und die Spezialisten für symplektische Geometrie Shlomo Sternberg, Victor Guillemin, Dusa McDuff und Karen Uhlenbeck traf) und außerdem 1983 bis 1986 Fellow des Magdalen College in Cambridge. Danach war sie wieder in Oxford. 1996 wurde sie Professor an der Universität Oxford, wo sie Fellow des Balliol College ist.
Von 2004 bis 2006 war sie Präsidentin der London Mathematical Society, deren Whitehead-Preis sie 1989 erhalten hatte. 2001 wurde sie Fellow der Royal Society. 2005 erhielt sie eine fünfjährige EPSRC Senior Research Fellowship. 1994 war sie Invited Speaker auf dem Internationalen Mathematikerkongress in Zürich (Intersection pairings on quotients and moduli spaces, and Witten′s non-abelian localization). Im Jahr 2002 hielt sie einen Plenarvortrag auf dem Internationalen Mathematikerkongress in Peking (Cohomology of Moduli Spaces).
Sie ist verheiratet und hat drei Kinder.

## Wirken
Mit Lisa Jeffrey bewies sie eine Vermutung von Edward Witten über die Struktur des Kohomologierings von Vektorraumbündeln über Riemannschen Flächen, wobei sie Methoden symplektischer Geometrie einführten (nichtabelsche Lokalisierung).
Kirwan befasst sich mit algebraischer Geometrie und symplektischer Geometrie. Speziell befasste sie sich mit Modulräumen algebraischer Kurven im Rahmen der Geometrischen Invariantentheorie von David Mumford sowie mit deren Verbindung zu Momentenabbildungen in der symplektischen Geometrie. Sie ist Fellow der American Mathematical Society und hat seit 2017 den Savilian Chair of Geometry an der Universität Oxford inne.

## Auszeichnungen
Im Jahr 2013 erhielt sie den Senior-Whitehead-Preis. 2014 wurde sie zur Dame Commander des Order of the British Empire ernannt. Seit 2008 ist sie Mitglied der Academia Europaea. Für 2021 wurde Kirwan die Sylvester-Medaille der Royal Society zugesprochen, für 2023 ein UNESCO-L’Oréal-Preis und der Pólya-Preis der London Mathematical Society.

## Schriften
- mit Jonathan Woolf: An introduction to intersection homology theory. Wiley 1988, 2. Auflage, Chapman and Hall, 2006
- mit David Mumford, J. Fogarty: Geometric invariant theory. 3. Auflage, Springer, 1994 (frühere Auflagen allein von Mumford und Fogarty)
- Complex algebraic curves. Cambridge University Press, 1992
- Cohomology of quotients in symplectic and algebraic geometry. Princeton University Press, 1984
- mit Jeffrey Localization for nonabelian group actions, Topology, Band 34, 1995, S. 291–327